# Thelonious Monk Quartet with John Coltrane at Carnegie Hall
Thelonious Monk Quartet with John Coltrane at Carnegie Hall est un album du pianiste de jazz américain Thelonious Monk et du saxophoniste John Coltrane, enregistré en concert au Carnegie Hall le 29 novembre 1957.

## Historique
Les deux sets présentés sur cet album ont été joués à l'occasion d'un concert de gala en faveur de Harlem, auquel participaient également Billie Holiday, Dizzy Gillespie, Chet Baker, Ray Charles et Sonny Rollins. Le concert a été enregistré par Voice of America, l'organe de propagande de l'armée. Le concert n'a jamais été édité et a été oublié.
C'est pendant un archivage à la Bibliothèque du Congrès que l'enregistrement est découvert et ensuite édité par Blue Note. Cette œuvre constitue donc un témoin rare de l'union musicale de deux géants : Thelonious Monk et John Coltrane, que l'on pouvait déjà entendre sur Thelonious Monk with John Coltrane.
L'attente suscitée par la publicité précédant la sortie de l'album a été importante, Newsweek allant jusqu'à dire que la découverte de ces bandes constituait « l’équivalent musical de la découverte d'un nouveau mont Everest. »

## Critique
Pour Samuel Chell (All About Jazz), Thelonious Monk a rarement été aussi énergique et exubérant. Ses solos « surprennent sans cesse par leurs décalages rythmique, leurs longs silences suspendus et leurs motifs décousus qui rejoignent la magie mélodique. » John Coltrane se met avec brio au service des compositions de Monk.
Pour Thom Jurek (AllMusic), Coltrane montre bien plus d'assurance que sur Thelonious Monk with John Coltrane. Les quatre mois qui séparent les deux enregistrements, pendant lesquels le groupe jouait six soirs par semaine, « ont permis à Coltrane d'absorber complètement la complexité et la polysémie » des compositions de Monk. L'album est « remarquable, plein de swing, de feu et de joie. »
Pour Dave Gelly (The Guardian), la confiance avec laquelle jouent Monk et Coltrane est à couper le souffle. Monk semble ravi d'avoir le grand piano de concert sous ses doigts, plutôt que de petits pianos de club.

## Pistes
| No | Titre                  | Musique                               | Durée |
| -- | ---------------------- | ------------------------------------- | ----- |
| 1. | Monk's Mood            | Thelonious Monk                       | 7:52  |
| 2. | Evidence               | Thelonious Monk                       | 4:41  |
| 3. | Crepuscule With Nellie | Thelonious Monk                       | 4:26  |
| 4. | Nutty                  | Thelonious Monk                       | 5:03  |
| 5. | Epistrophy             | Thelonious Monk                       | 4:29  |
| 6. | Bye-Ya                 | Thelonious Monk                       | 6:31  |
| 7. | Sweet And Lovely       | Jules Lemare/Gus Arnheim/Harry Tobias | 9:34  |
| 8. | Blue Monk              | Thelonious Monk                       | 6:31  |
| 9. | Epistrophy (incomplet) | Thelonious Monk                       | 2:24  |

## Musiciens
- Piano : Thelonious Monk
- Saxophone Ténor : John Coltrane
- Contrebasse : Ahmed Abdul Malik
- Batterie : Shadow Wilson